# Eckhart Dietrich
Eckhart Dietrich (*  6. Februar 1937 in Berlin; † 11. oder 12. Februar 2023 ebenda) war ein deutscher Richter. Er war Vorsitzender Richter am Kammergericht.

## Leben
Am Rheingau-Gymnasium in Berlin-Friedenau bestand Dietrich 1957 das Abitur. Er studierte an der Freien Universität Berlin drei Semester Mathematik, Physik und Chemie. Er wurde 1958 ins Kösener Corps Normannia Berlin recipiert und zeichnete sich zweimal als Senior und einmal als Fuchsmajor aus. 1959 wechselte er zum Studium der Rechtswissenschaft an die Johann Wolfgang Goethe-Universität Frankfurt am Main. Dort wurde er im der Tradition der Hallenser Corps verpflichteten Corps Saxonia Frankfurt, heute Konstanz, nochmals aktiv. Nach Berlin zurückgekehrt, bestand er 1963 das Referendarexamen. Das Corps Neoborussia Halle, dem schon sein Vater angehört hatte, verlieh ihm 1964 das Band. 1959 wurde er von der Christian-Albrechts-Universität zu Kiel zum Dr. jur. promoviert. Nachdem er im selben Jahr die Assessorprüfung bestanden hatte, trat er im Juni in die Richterlaufbahn ein, zunächst als Beisitzender Richter in einer Großen Strafkammer, unterbrochen von einer 16-monatigen Abordnung zur Staatsanwaltschaft. 1972 wurde er zum Landgerichtsrat ernannt. 1977 wählte man ihn in den Gesamtausschuss des Verbandes Alter Corpsstudenten, dem er in der Folge 27 Jahre lang angehörte. Am Kammergericht war er ab 1978 Hilfsrichter und ab 1979 Richter. 1982 wurde er als Vorsitzender einer Großen Strafkammer an das Landgericht Berlin versetzt. Zuständig war er zunächst für Wirtschaftsstrafverfahren, dann für Rauschgiftdelikte und zuletzt Schwurgerichtssachen. 1994 wurde er zum Vorsitzenden Richter am Kammergericht befördert. Damit übernahm er den Vorsitz von zwei Strafsenaten (einem Revisions- und Rechtsbeschwerdesenat und einem erstinstanzlichen Senat). Er führte unter anderem Prozesse gegen Angehörige der Rote Armee Fraktion (Baader-Meinhof-Bande), die Bewegung 2. Juni, die Revolutionären Zellen und wegen geheimdienstlicher Agententätigkeit gegen Inoffizielle Mitarbeiter (IM) des aufgelösten Staatssicherheitsdienstes vom Ministerium für Staatssicherheit der DDR. 2002 trat er in den Ruhestand.

## Werke
- Wiederholungsgefahr bei Sittlichkeitsverbrechen: der Haftgrund des § 112 Abs. 3 StPO in historischer, rechtsdogmatischer und kriminologischer Sicht. Duncker & Humblot 1970. GoogleBooks
- Angriffe auf den Rechtsstaat, Die Baader/Meinhof-Bande, die Bewegung 2. Juni, die Revolutionären Zellen und die Stasi im Operationsgebiet Westberlin. 2009, ISBN 978-3-8391-7371-8. GoogleBooks
- Vom Pietisten zum Freidenker: Ist alle Religion letztlich nur Aberglaube? Kindle, 2015, ISBN 978-3-7392-9866-5. GoogleBooks